# Death Before Dishonour
Death Before Dishonour — альбом панк-гурту The Exploited, випущеного у 1987 студією Rough Justice. Із цього альбому група переходить до музики в стилі кросовер-треш.

## Список пісень
Всі пісні написані The Exploited
1. «Anti-UK» — 3:03
2. «Power Struggle» — 3:34
3. «Scaling The Derry Wall» — 3:59
4. «Barry Prossitt» — 3:50
5. «Don't Really Care» — 3:12
6. «No Forgiveness» — 3:36
7. «Death Before Dishonour» — 3:05
8. «Adding To Their Fears» — 2:40
9. «Police Informer» — 2:42
10. «Drive Me Insane» — 3:44
11. «Pulling Us Down» — 4:16
12. «Sexual Favours» — 3:40

### Бонусні треки (2001)
1. «Drug Squad Man»
2. «Privicy Invasion»
3. «Jesus Is Dead»
4. «Politicians»
5. «War Now»
6. «United Chaos and Anarchy»
7. «Sexual Favours» (Dub Version)

## Список учасників
- Ветті Бакен (Wattie Buchan) — вокал
- Ніг (Nig) — гітара
- Тоні (Tony) — бас-гітара
- Віллі Бакен (Willie Buchan) — барабани, гітара
- The Pimmels (Kev The Hammer, Capt. Scarlet, Jim Pimmel) — бек-вокал
- Раста Деб (Rasta Deb), Трейсі (Tracy), Кеті (Kathie) — бек-вокал у 'Sexual Favours'.
- продюсери Дейв 'Death' Пайн (Dave 'Death' Pine) і Ветті Бакен (Wattie Buchan).